# Paul Winter (lekkoatleta)
Henri Paul Winter (ur. 6 lutego 1906 w Ribeauvillé, zm. 22 lutego 1992 w Poitiers) – francuski lekkoatleta (dyskobol), medalista olimpijski z 1932 oraz wicemistrz Europy z 1934.
Zdobył brązowy medal w rzucie dyskiem na igrzyskach olimpijskich w 1932 w Los Angeles za Amerykanami Johnem Andersonem i Henrim La Borde. Na tych samych igrzyskach startował w pchnięciu kulą, w którym zajął 13. miejsce.
Na pierwszych mistrzostwach Europy w 1934 w Turynie zdobył srebrny medal na w rzucie dyskiem za Szwedem Haraldem Anderssonem. 
Odpadł w eliminacjach rzutu dyskiem na igrzyskach olimpijskich w 1936 w Berlinie. Zajął 13. miejsce w tej konkurencji na  mistrzostwach Europy w 1938 w Paryżu.
Winter był czterokrotnym mistrzem Francji w rzucie dyskiem w 1931, 1933, 1935 i 1937, a także wicemistrzem w 1929, 1930, 1932, 1934, 1936, 1938 i 1941.
Trzykrotnie poprawiał rekord Francji w rzucie dyskiem do wyniku 50,71 11 września 1932 w Colmar. Był to pierwszy wynik powyżej 50 metrów uzyskany przez reprezentanta Francji.